# Épreuve de rallycross de Dreux
Épreuve précédente

L'épreuve de rallycross de Dreux est une course automobile sur circuit qui fait partie du championnat de France de rallycross. Cette épreuve est actuellement organisée sur le circuit mixte de rallycross de l'Ouest Parisien / Philippe Chanoine, à Dreux, en Eure-et-Loir.  

## Histoire

### Création puis abandon (1976-1977)
Après une épreuve de test à Lohéac le 5 septembre 1976, un championnat de France de rallycross est organisé dès l’année suivante. Dreux en est alors la deuxième manche, qui se déroule sur le circuit de Bois-Guyon le 1er mai 1977 sous l'appellation « 1er Rallycross International de Bois-Guyon », alors organisé par Jean-Claude Legoubin. Bruno Saby gagne la finale de Classe 1, tandis que Jean Ragnotti remporte la finale de Classe 2 et la Super Finale. En plus du championnat de France, un challenge BP-Autohebdo, doté de 100 000 F de prix, facilite la venue de pilotes européens. Le pilote anglais Gordon Rogers remporte la finale de Classe 1 avec sa Mini Austin Leyland, et le pilote allemand Franz Wurz est victorieux de la finale de Classe 2 ainsi que de la Super Finale avec une Lancia Stratos HF. Alors que le championnat continue l'année suivante, l'épreuve de Dreux est retirée du calendrier. 

### Courte reprise (1986-1987)
Après une trêve d’une dizaine d’années, deux autres manches de rallycross sont organisés sur le même circuit pour les saisons 1986 et 1987, puis la manche est de nouveau retirée. 

### Nouvel essor (1995-1997)
En 1995, le maire de Dreux Gérard Hamel assiste à l’épreuve de rallycross d'Essay. Particulièrement séduit par le spectacle et l’engouement du public, il demande à Philippe Chanoine et au président de l’écurie du Thymerais, d’organiser une épreuve à Dreux. Un accord est trouvé en 1997 avec les responsables de l’hippodrome de Dreux : un circuit automobile de rallycross est construit au centre de l'hippodrome. 

### Reconstruction et apogée (2007-2020)
En 2007, un nouveau circuit est construit à l'initiative de la mairie de Dreux, et de l’écurie du Thymerais. Baptisé circuit mixte de rallycross de l'Ouest Parisien, il est construit au sud du premier circuit de Bois-Guyon et comporte un Tour Joker. Le nouveau site est composé terre à 30 % et d'asphalte à 70 %, et a une capacité d'accueil de 20 000 personnes. 
Depuis 2007, le site des circuits de l'Ouest Parisien s'est agrandit, avec l'amélioration du circuit de karting, et la création de pistes d'évolution de 4×4. Trois ans plus tard, la morphologie du circuit change, avec l'agrandissement du premier virage, et le raccourcissement du tour joker.
Depuis 2019, l'épreuve accueille la troisième manche de nuit, le samedi soir.

## Circuits utilisés pour les Épreuves
Depuis son inauguration le 1er mai 1977, l'épreuve de rallycross de Dreux s'est disputée sur quatre circuits différents.
- Les différents circuits utilisés pour l'Épreuve de Rallycross de Dreux  - Terre
  - Asphalte

Les différents circuits utilisés pour l'Épreuve de Rallycross de Dreux Terre Asphalte
Circuit de Bois-Guyon, de 1977 à 1987.
Circuit de l'Hippodrome de Flonville, de 1997 à 2006.
Circuit de l'Ouest Parisien, de 2007 à 2010.
Circuit mixte de Rallycross de l'Ouest Parisien, de 2010 à 2023.
Circuit mixte de Rallycross de l'Ouest Parisien, depuis 2023.

### Spécificités du tracé actuel
D'une longueur de 1 010 mètres et d'une largeur de 16 mètres, la piste est composée, à 70 % de terre, et 30 % d’asphalte. La longueur de la ligne droite de départ est de 110 mètres, tandis que le tour Joker en disposition intérieure, long de 250 mètres, retire 35 mètres au tracé normal.

« C’est le circuit de pistard par excellence ! Il faut une voiture parfaitement réglée pour être efficace. »

— Fabien Pailler

## Records de la piste
- Supercar :  Samuel Peu en 0 min 33 s 517 (2019,  Peugeot 208 I RX)
- Super 1600 :  Yuri Belevskiy en 0 min 35 s 199 (2019,  Audi A1)
- Division 3 :  David Vincent en 0 min 34 s 976 (2019,  Renault Clio IV V6 T3F)
- Division 4 :  Xavier Goubill en 0 min 36 s 105 (2019,  Peugeot 306 Maxi)

## Palmarès

### Par année
| Saison    | Classe 2                                  | Classe 1                                  |                                           |                                           |
| --------- | ----------------------------------------- | ----------------------------------------- | ----------------------------------------- | ----------------------------------------- |
| 1977      | Jean Ragnotti Alpine A310                 | Bruno Saby Alpine A110 1600 Squale        |                                           |                                           |
| 1978      | Raymond Touroul Porsche 911 Carrera 3L    | Bruno Saby Alpine A110 1600 Squale        |                                           |                                           |
| 1979      | Bertrand Lenoir Porsche 911 Carrera 3L    | Pierre Brunetti Simca 1000 Rallye 2       |                                           |                                           |
| 1978-1985 | Non couru                                 | Non couru                                 | Non couru                                 | Non couru                                 |
| 1988-1996 | Non couru                                 | Non couru                                 | Non couru                                 | Non couru                                 |
|           | Supercar                                  | Super 1600                                | Division 3                                | Division 4                                |
| 2019      | Samuel Peu Peugeot 208 I RX               | Yuri Belevskiy Audi A1                    | David Vincent Renault Clio IV V6 T3F      | Xavier Goubill Peugeot 306 Maxi           |
| 2020      | Annulé à cause de la pandémie de Covid-19 | Annulé à cause de la pandémie de Covid-19 | Annulé à cause de la pandémie de Covid-19 | Annulé à cause de la pandémie de Covid-19 |
| 2021      | David Vincent Peugeot 208 I RX            | Jimmy Terpereau Citroën C2 S1600          | Maxime Sordet Citroën DS3                 | Jean-François Blaise Renault Clio IV      |
| 2022      | Samuel Peu Peugeot 208 I WRX              | Nils Volland Audi A1                      | Anthony Pelfrène Renault Clio IV          | Jean-François Blaise Renault Clio IV      |